# Le Rire
Le Rire是一本法国已停刊的幽默杂志，它從1894年10月開始出版，1950年代停刊，1970年代又重新出版，最終於1971年4月出版最后一期。